# 萨博
萨博集团（Saab AB）是瑞典航空及武器制造商，1937年成立于特羅爾海坦。它的名字來自於瑞典飞机有限公司（瑞典語：Svenska aeroplan aktiebolaget; 英語： Swedish Aeroplane Company）的缩写。在1939年，SAAB同总部位于林雪平的飞机制造商ASJA公司合并，并将总部搬迁到林雪平，在上世纪90年代，经过公司所有权的更变，名称变为SAAB AB。
从上世纪40年代末起，SAAB为了在商业上更加多样化，产品从原有的飞机扩展至汽车，汽车分公司Saab Automobile的总部位于Trollhättan。1969年萨博公司兼并了卡车制造商斯堪尼亚公司，在1969至1995期间，这个公司被称为萨博－斯堪尼亚公司（Saab-Scania AB）。

## 歷史
創立於1937年的SAAB，原名為"Svenska Aeroplan AB"公司，原為瑞典政府為維護二次大戰該國制空權，而成立的飛機製造厂。
起先SAAB只依特許合約承製飛機，但該公司成立3年後，於1940年5月，製造了第一架屬於自己設計的飛機 - 即單引擎的「SAAB B17」。該型飛機根據所安裝引擎之不同，可被用為戰鬥機、轟炸機、或偵察機。1942年誕生的SAAB 18，是當時全球速度最快的雙引擎轟炸機，以SAAB當時的規模和成立年份看，SAAB 18的誕生稱得上是重大成就。1950年代初期，SAAB又推出一架噴射戰鬥機 - SAAB 29。該型飛機在韓戰中需求量非常大，因此SAAB再度獲得榮耀的機會。1955年SAAB再度大出風頭 - SAAB 29噴射戰鬥機以1,000公里的時速打破世界最快的紀錄。
从上世纪40年代末起，SAAB为了在商业上更加多样化，产品从原有的飞机扩展至汽车，汽车分公司Saab Automobile的总部位于Trollhättan，第一辆车是1947年6月10日推出的Saab 92001。随着不斷的改良與精進，公司很快发展了在安全性和可靠性上的声誉。
在1950年代後期，SAAB公司的分公司DataSAAB冒险进入了电子计算机市场。
1960年代末期，由於越戰的爆發，世界政局再度牽動了SAAB的發展。當年儘管瑞典並未參戰，但瑞典國防部仍訂購了175架SAAB Viggen戰鬥機。Viggen曾是SAAB 9-3高性能車型的名稱。雖然目前SAAB飛機與SAAB汽車是由兩家公司製造，但SAAB汽車仍然反應出曾為飛機製造廠的獨特傳統與工程技術。
1969年，SAAB與1890年成立的斯堪尼亚汽车合併成SAAB-斯堪尼亚集團，是世界上同時製造飛機、汽車、卡車、戰車、火箭、衛星、電腦與通訊等高科技產品的工業集團。SAAB生產的雷式多功能超音速戰鬥機Saab 37更曾名噪一時。
1989年，SAAB汽車部門從Saab-Scania分出，重組成一家獨立的公司：薩博汽車公司，並被通用汽車收購。1991年銀瑞達集團收購SAAB-斯堪尼亚集團，1995年SAAB-斯堪尼亚集團拆分。萨博目前主要從事飛機零件、無人機製造、導彈等地面作戰武器、雷達等作戰電子系統。

## 產品

### 飞机

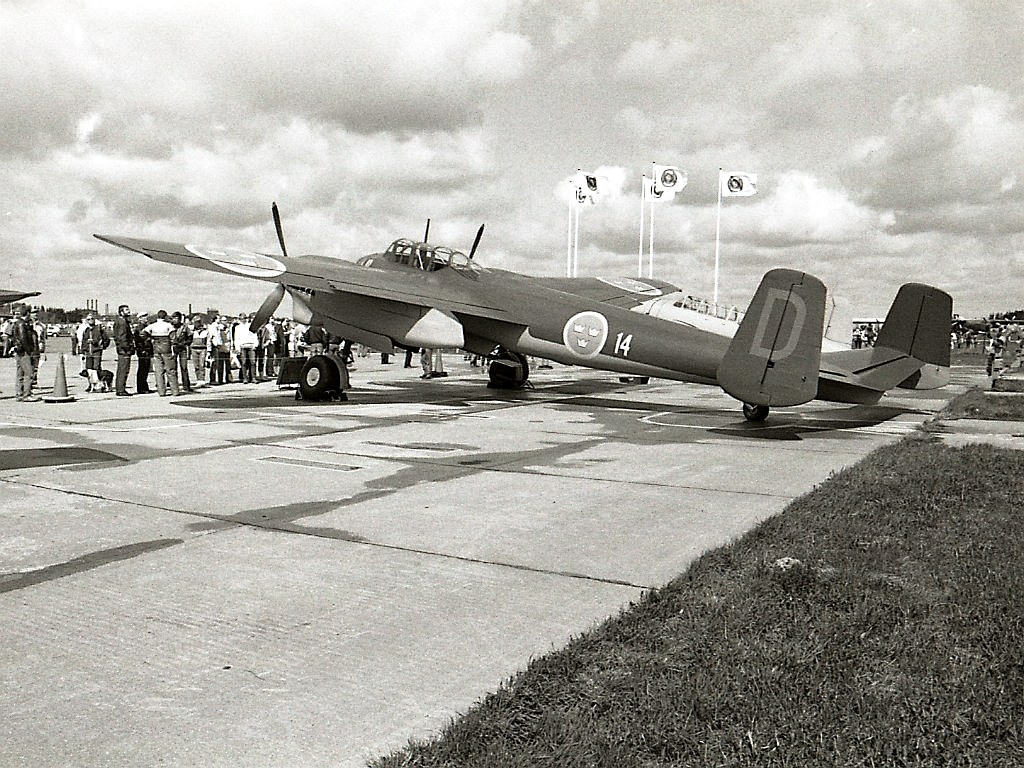
紳寶18B (B 18B)
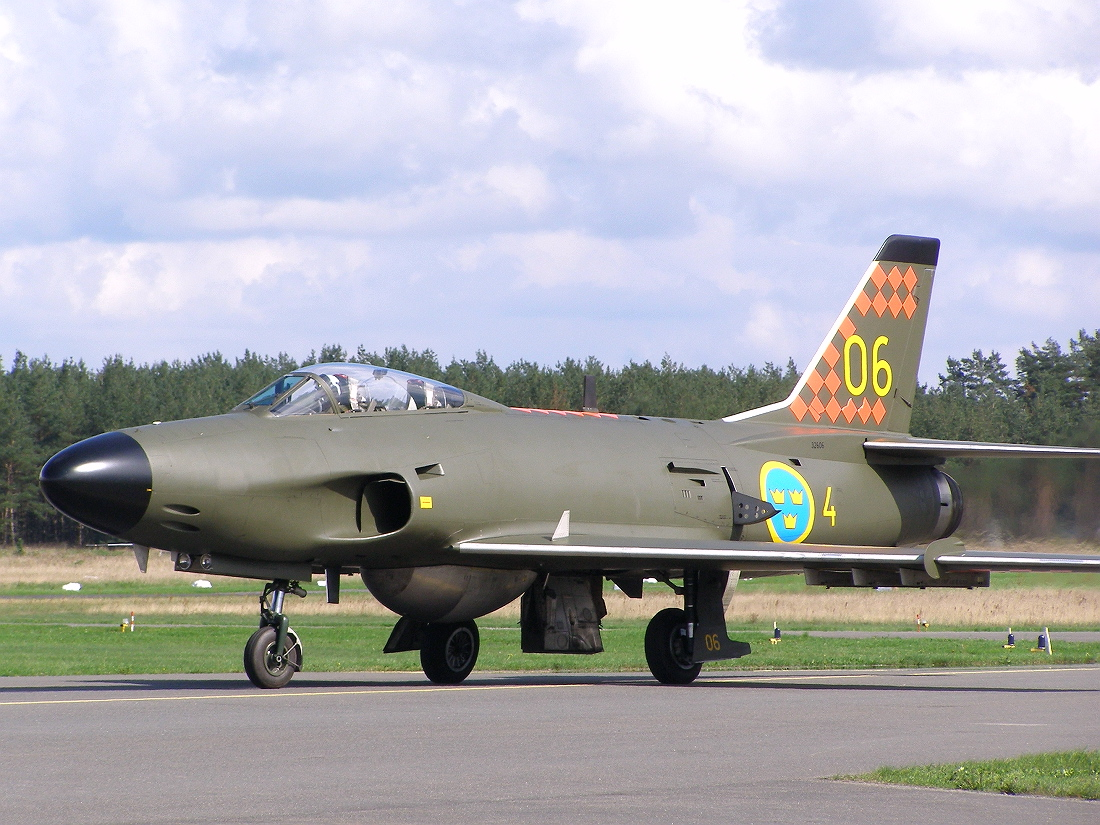
紳寶32 Lansen (J 32B)
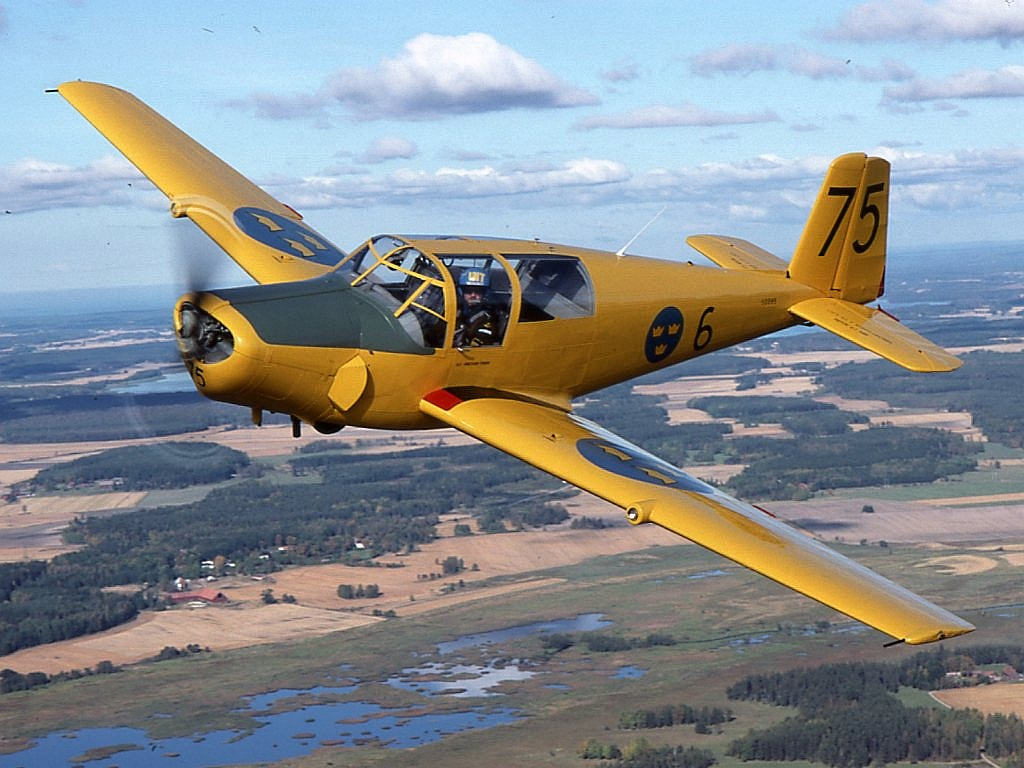
紳寶91C (Sk 50C)
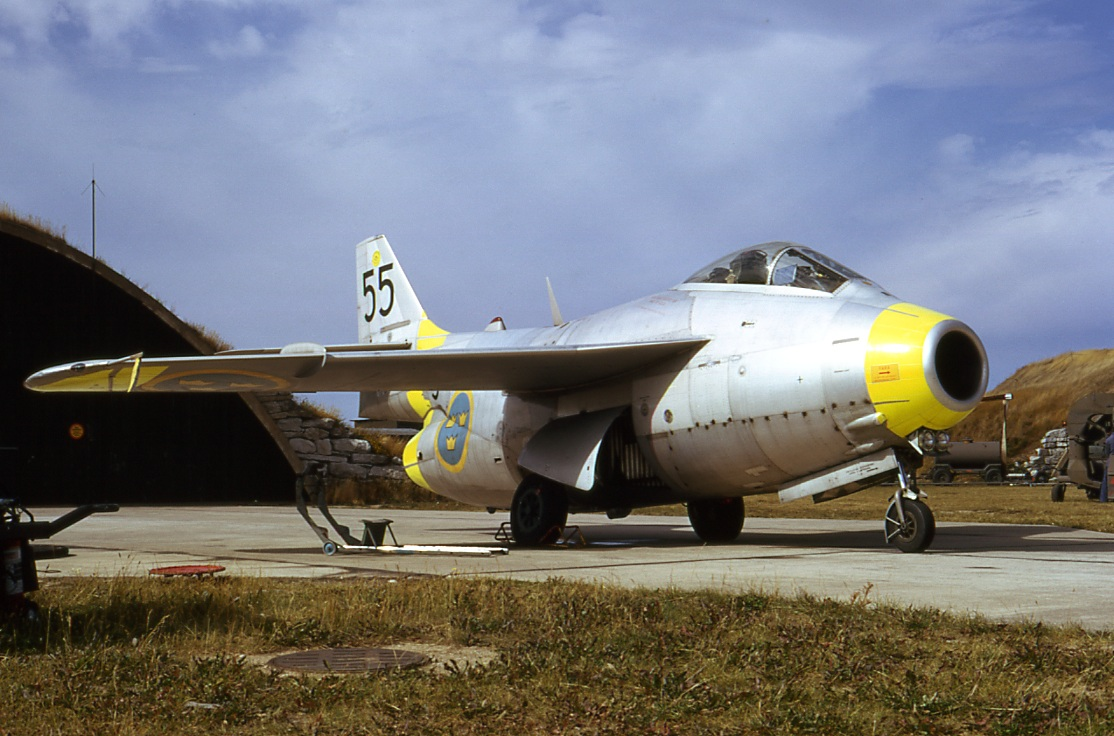
紳寶29 Tunnan (J 29F)
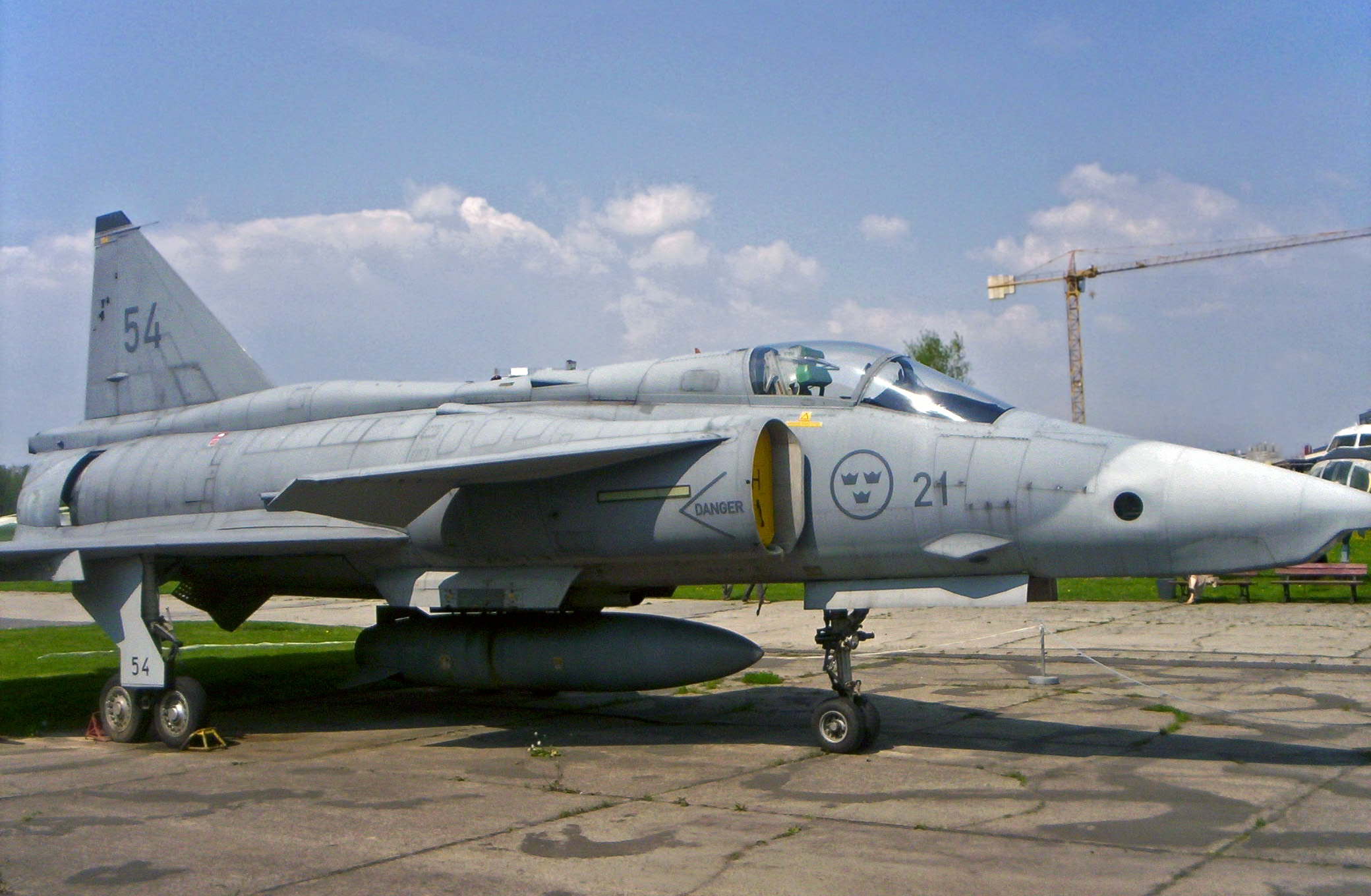
SAAB 37戰鬥機(SF 37)
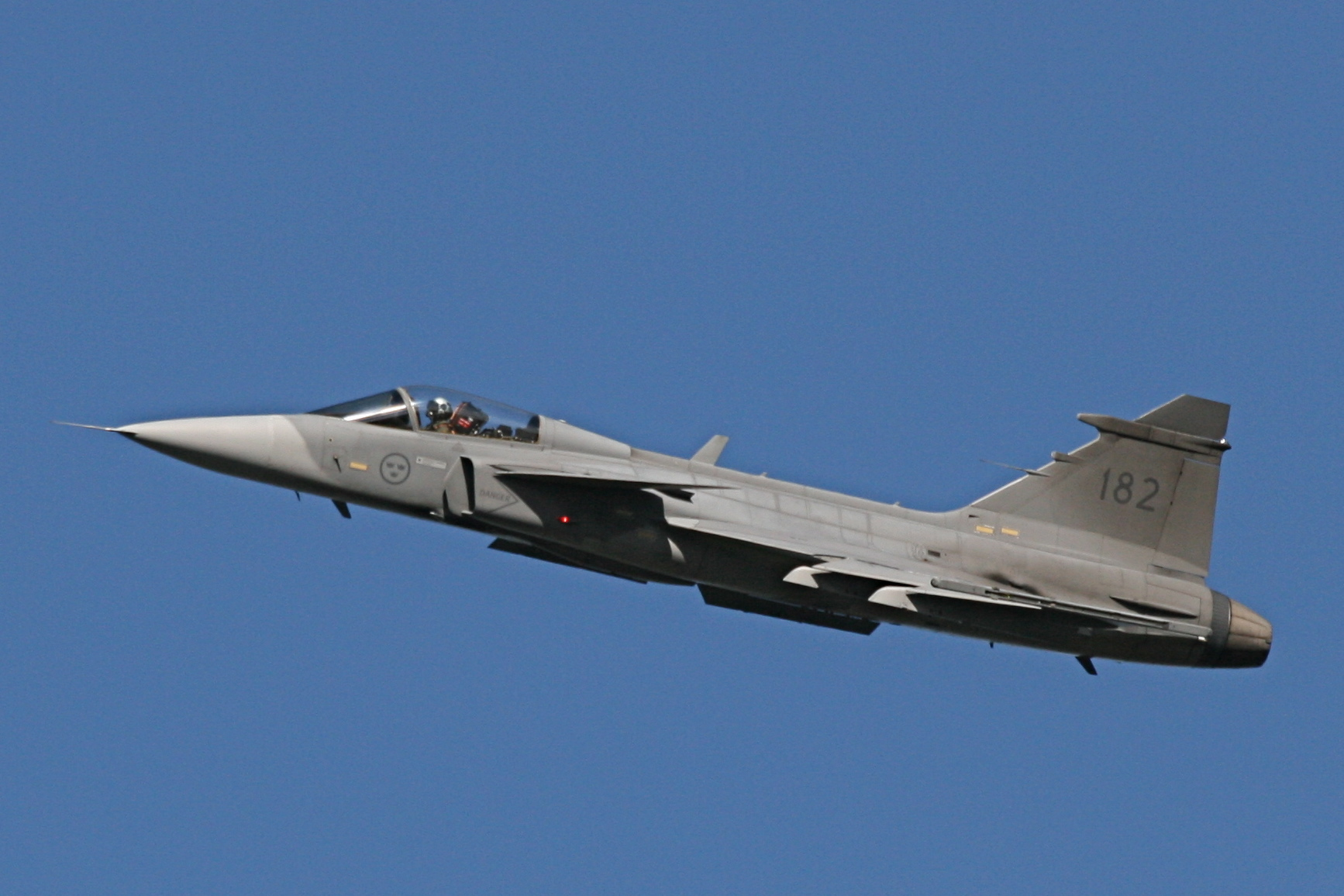
紳寶Gripen (JAS 39)
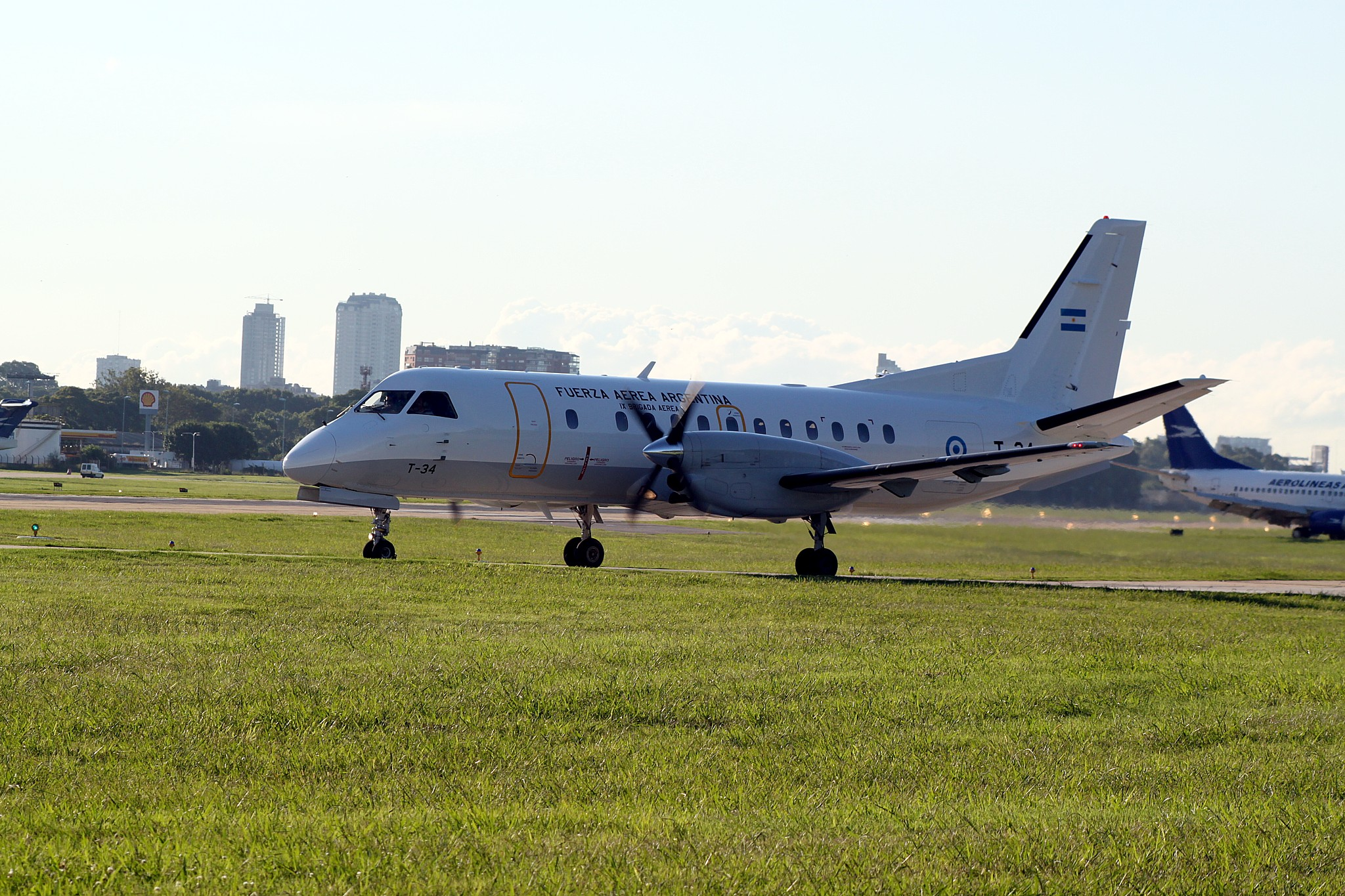
紳寶340B
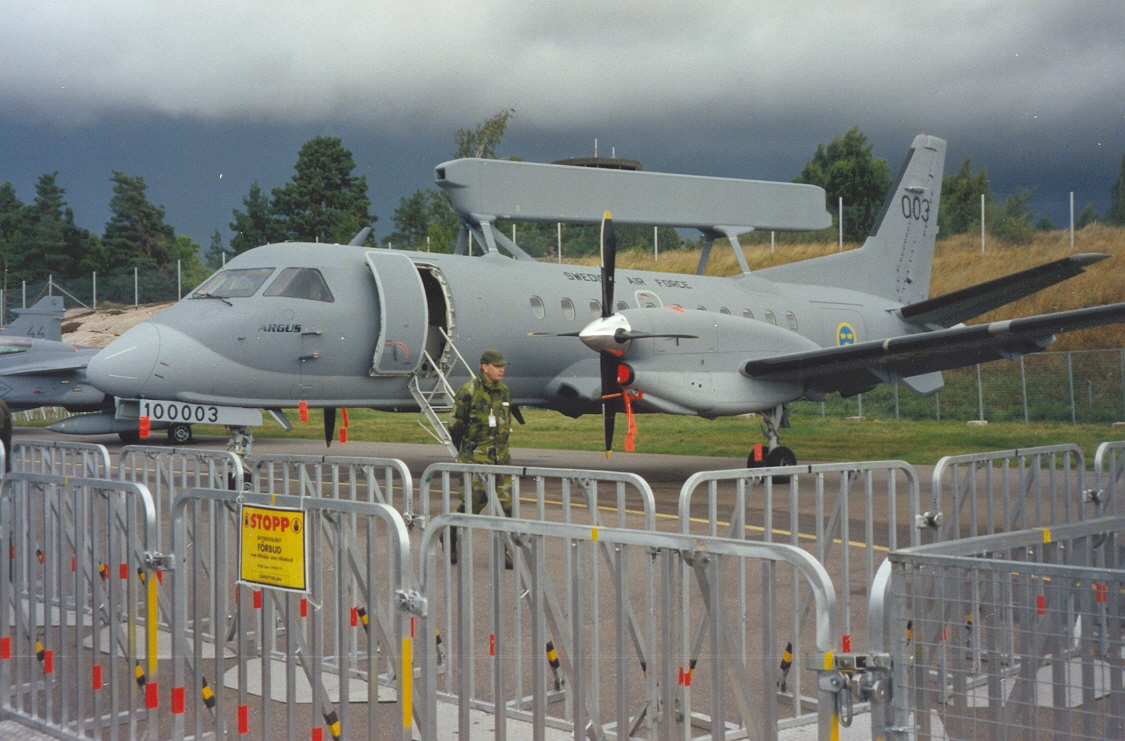
紳寶340
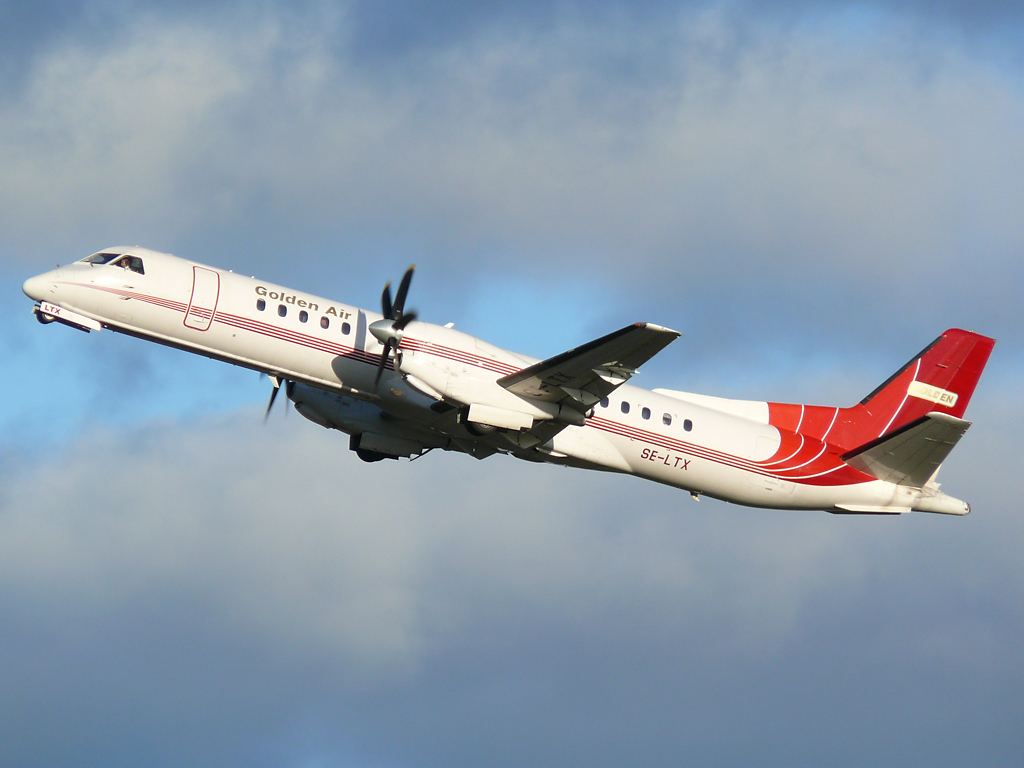
紳寶2000